# Doce de mocotó
Doce de mocotó é uma sobremesa comum no Brasil. Feito de mocotó bovino, leite condensado, açúcar e gelatina, além de corante de caramelo e toff. Alguns dos fabricantes são: MocoRed, Mocoforte, Rapadura Guimarães, Mocotop, Magitlec e Gulosina. O produto industrializado é comercializado tipo marshmallow nas cores cor-de-rosa e branco.